# Перегретая жидкость
Перегре́тая (метастаби́льная) жи́дкость — жидкость, нагретая выше температуры кипения. Перегретая жидкость является примером метастабильного состояния, в ряде энергетических и технологических режимов вызывает такие специфические динамические явления, как взрывообразное вскипание за счёт запасённого тепла, неустойчивость поверхности раздела жидкость-пар, формирование фронта фазового перехода.
Существование перегретых (метастабильных) состояний связано с затруднённостью начальной стадии фазового перехода первого рода. Прерывистый характер перехода ({\displaystyle dS\neq 0}, {\displaystyle dv\neq 0}; здесь {\displaystyle S} — удельная энтропия, {\displaystyle v} — удельный объём) исключает возможность превращения одновременно во всей массе вещества вблизи равновесия. Фазовый переход начинается в отдельных «точках» однородной системы, эти точки должны удовлетворять условию {\displaystyle R>R_{r}} ({\displaystyle R} — радиус зародыша, {\displaystyle R_{r}} — радиус критического зародыша) — тогда рост новой фазы сопровождается убылью термодинамического потенциала.
Характеристикой потенциального барьера, который нужно преодолеть зародышу для достижения критического размера, есть работа образования критического зародыша:
{\displaystyle W={\frac {1}{2}}V(P_{s}-P)\left(1-{\frac {v_{1}}{v_{2}}}\right),}
{\displaystyle V={\frac {4}{3}}\pi R_{k}^{3},}
где
- {\displaystyle V} — объём критического пузырька,
- {\displaystyle R_{k}} — радиус критического пузырька,
- {\displaystyle P_{s}} — давление пара на линии насыщения (при данной {\displaystyle T}),
- {\displaystyle P} — давление в жидкости,
- {\displaystyle v_{1}} — удельный объём жидкости,
- {\displaystyle v_{2}} — удельный объём пара.

{\displaystyle W} также можно записать через равновесные свойства:
{\displaystyle W={\frac {16\pi D^{3}}{3(P_{s}-P)^{2}\left(1-{\dfrac {v_{1}}{v_{2}}}\right)^{2}}},}
где {\displaystyle D} — коэффициент поверхностного натяжения.

## Примеры
Аргон, атмосферное давление:
- Тнасыщения = −186 °C
- Тдостижимого перегрева = −142 °C.

Как видно, на опыте достигается перегрев в 44 градуса.
Вода допускает устойчивый перегрев до 200 °C. Нагретая до 300 °C вода может существовать в жидком состоянии при атмосферном давлении на протяжении времени порядка микросекунд.
Перегреть воду из естественных источников чрезвычайно сложно, поскольку она содержит большое количество микроскопических взвесей (минеральные частицы, бактерии), которые при нагревании становятся центрами кипения. Однако хорошо отфильтрованная или дистиллированная вода может быть перегрета даже в бытовом чайнике, что представляет повышенную опасность, так как малейшее сотрясение чайника приведет к мгновенному закипанию всего объема перегретой воды, вызвав паровой взрыв. По этой причине руководства по эксплуатации практически всех чайников содержит запрет на использование дистиллированной воды. Еще большего перегрева можно достичь, нагревая воду в СВЧ-печи. Это очень частая[насколько?] причина ожогов, когда вода кажется не кипящей, но после легкого толчка вода начинает быстро кипеть. По этой причине в руководствах по эксплуатации СВЧ-печей содержится категорический запрет на нагревание с их помощью воды.
Явление перегрева воды снижает КПД паровых котлов.
На явлении перегрева жидкости основаны некоторые технологии очистки загрязненных поверхностей. Очищаемый объект погружается в перегретую жидкость и на загрязнениях образуются паровые пузыри, разрушающие их. Этот же эффект применяется и при ультразвуковой очистке, где перегрев жидкости создается за счет локального снижения давления за фронтом акустической волны (ультразвуковая кавитация).